# Gallienus
Publius Licinius Egnatius Gallienus (n. 218 d.Hr. – d. 268 d.Hr., Mediolanum⁠(d), Galia Cisalpină, Roma Antică) a fost un împărat roman între anii 253 - 268. El a domnit la început alături de tatăl său, Valerian (până în 260). Domnia i-a fost tulburată de nenumărate răscoale.

## Origini
Gallienus s-a născut prin 218, ca fiu al lui Valerian și al Egnatiei Mariniana. Mama sa era de rang senatorial, fiica lui Egnatius Victor Marinianus.
Valerian a ajuns pe tronul Romei în 253. Atunci a propus Senatului ridicarea fiului său Gallienus la rangul de Augustus (co-împărat). Precum Marcus Aurelius și fratele său vitreg Lucius Verus au făcut un secol mai înainte, Valerian și fiul său Gallienus au împărțit imperiul între ei, tatăl luând provinciile estice, iar fiul provinciile vestice. Valerian a avut de luptat împotriva perșilor sasanizi, sub conducerea lui Shapur I.

## Domnie

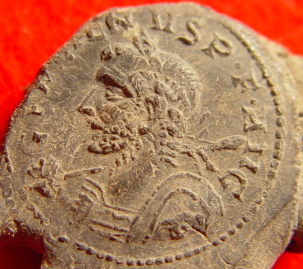
Gallienus, pe o monedă

Pe timpul când a fost co-împărat cu tatăl său, Gallienus l-a mai asociat la domnie și pe fiul său, Valerian II. Acesta a fost asasinat în 257 /258, iar Saloninus, alt fiu al lui Gallienus, a fost ridicat la rang de Caesar.
Domnia lui Gallienus a fost frământată de revolte și de atacuri ale barbarilor. În prima perioadă a domnie, Gallienus a vizitat Atica, din Grecia. Aici a fost inițiat în misterele de la Eleusis. El a promovat cultura elenistică, în armonie cu cea romană clasică. Filozoful Plotinus din Lycopolis îl arată pe Gallienus ca ultimul om al antichității.
În 257, Gallienus luptă împotriva dacilor liberi. După aceasta, adoptă titlul de Dacicus Maximus. Peste trei ani, în 260, Valerian a fost capturat de către perși în bătălia de la Edessa. Astfel Gallienus a rămas unic împărat peste romani. Dar el nu a făcut public decesul tatălui său decât după o lună, deoarece credea că poporul se va revolta împotriva sa. În același an, un general din Pannonia, Ingenuus, s-a declarat împărat. El a fost înfrânt aproape imediat de către Aureolus. Dar în provincia Dacia, un anume Regalianus a declarat că este strănepot al lui Decebal și s-a autointitulat împărat roman. Acesta a fost ucis de către roxolani, un trib din afara Imperiului.
După atacul respins al alemanilor din Galia, Postumus s-a declarat împărat. Silvanus, protectorul lui Saloninus (fiul lui Gallienus, care întâmplător se afla în Galia) a încercat fără nici un rezultat să elimine uzurpatorul. Cei doi au fost uciși din ordinul lui Postumus, care a fost recunoscut ca împărat în Galia, Britania și Hispania. Imperiul Gallic, numele sub care este cunoscut acest stat seccesionist, a trăit până în 274, când a fost recucerit de Aurelian.
Perșii au încercat să cucerească partea de est a Imperiului Roman după înfrângerea lui Valerian. Macrianus Major, fost general al tatălui lui Gallienus, s-a declarat împărat în provincia Siria. El i-a asociat la domnie pe fii săi, Macrianus Minor și Quietus. Balista, prefect al lui Valerian, a fost de asemenea o persoană importantă din această revoltă. Macrianii au respins ofensiva persană și au cucerit Iudeea și Asia Mică. Macrianus Major cu Minor au fost înfrânți în Tracia, iar Quietus a pierdut teritoriile în favoarea lui Odaenathus al Palmyrei. Balista a devenit succesor al Macrianilor după asasinarea lui Quietus. Deabia în 264, revolta a fost definitiv înfrântă. Palmyra a intrat în stăpânirea teritoriilor estice, devenind un stat de sine stătător.
Pe timpul campaniei Macrianilor în 261, un comandant loial lui Gallienus, Valens, a fost nevoit să apere provincia Ahaia de atacul uzurpatorilor. Piso, un locotenent al lui Macrianus, s-a declarat împărat în Tesalia. Valens a fost și el proclamat împărat de armată și l-a ucis pe Piso. Dar în același an a fost asasinat. În Egipt a izbucnit de asemenea o răscoală, sub conducerea lui Mussius Aemilianus. Acesta i-a sprijinit pe Macriani, dar a fost rapid eliminat de un general de-al lui Gallienus. În locul său a venit un alt uzurpator, Memor, care a fost executat un an mai târziu.
Au mai existat alți uzurpatori, pomeniți doar de Historia Augusta, despre care se crede că au fost inventați: Trebellianus (în Isauria), Celsus, Saturninus.
Sub presiunea evenimentelor, impune o serie de reforme: crearea unui corp nobil de intervenție de cavalerie grea, înlăturarea reprezentanților ordinului senatorial de la conducerea legiunilor, accelerarea pătrunderii unităților auxiliare recrutate dintre barbari în armata romană.
Senatului i s-a luat dreptul de a bate monedă de aramă. În politica externă Gallienus a fost nevoit să facă mari eforturi pentru a pune stavilă invaziilor barbare care aveau loc aproape în fiecare an. Goții, carpii, hierulii atacau pe uscat și pe mare și prădau până departe în interiorul imperiului provincii răsăritene din Asia Mica și Peninsula Balcanică.
În 260 a emis un edict prin care garanta libertatea cultului.
În august 268, Gallienus este victima unei conjurații a generaliilor săi în timp ce asedia în Mediolanum pe generalul Aureolus, care se proclamase împărat.